# ばかまじめ
「ばかまじめ」は、Creepy Nuts×Ayase×幾田りらが2022年3月20日に配信したシングルである。
ヒップホップ・ユニットのCreepy Nutsと音楽ユニットのYOASOBIのメンバーであるAyaseとikuraとして活動する幾田りらによるコラボレーション楽曲となっている。YOASOBIは小説を音楽にすることをコンセプトにしていることからYOASOBI名義ではなくAyase×幾田りら名義として参加及び表記されている。

## 背景
当楽曲はニッポン放送の『オールナイトニッポン』の放送開始55周年記念公演『あの夜を覚えてる』（2022年3月20日、3月27日上演）の主題歌となっており、Creepy NutsとAyase・幾田が初タッグを組み制作が決定した。Creepy NutsとYOASOBIはそれぞれ『Creepy Nutsのオールナイトニッポン0(ZERO)』、『YOASOBIのオールナイトニッポンX』でパーソナリティーを務めていた。

## 制作
「ばかまじめ」は、ついがんばってしまう“ばかまじめ”な人たちを讃えた人間讃歌の楽曲となっている。楽曲は最初にCreepyNutsのメンバーであるDJ松永が曲のベースを制作し、Ayaseがそれを基にメロディーや構成、アレンジを行った。その後、Ayaseと幾田によりCreepy NutsのメンバーであるR-指定が入る構成を考えながら歌うパートの歌詞などが制作された。幾田のパートに初音ミクの歌が入ったものをCreepy Nuts側に送り、R-指定がラップを書き上げ、レコーディングをし完成した。
歌詞はタイアップもありラジオ寄りに制作することも考えたが、真面目にやってきたことが今につながっているという4人の共通点を考慮したとAyaseは語っている。

## チャート記録
Billboard JAPANが2022年3月23日に公開したダウンロード・ソング・チャートでは初登場21位を記録。翌週の3月30日に公開された同チャートでは6位を記録し、トップ10入りを果たした。

## 収録曲
| #  | タイトル       | 作詞          | 作曲・編曲    | 時間 |
| -- | -------------- | ------------- | ------------- | ---- |
| 1. | 「ばかまじめ」 | R-指定, Ayase | DJ松永, Ayase | 2:52 |

## チャート
| チャート                                  | 最高順位 | 出典   |
| ----------------------------------------- | -------- | ------ |
| オリコン 週間デジタル・シングルランキング | 5        | [ 10 ] |
| Billboard Japan Download Songs            | 6        | [ 9 ]  |